# Gustavus Woodson Smith

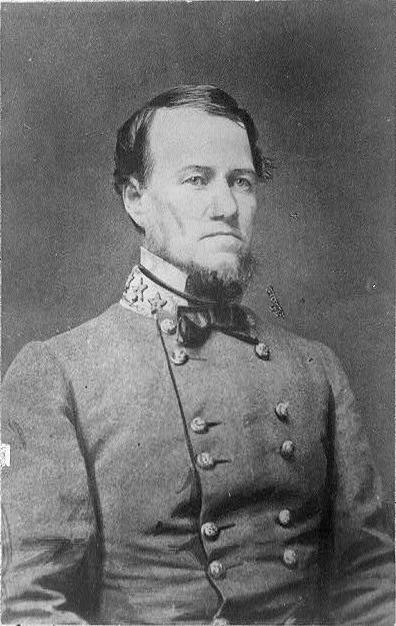
Gustavus Woodson Smith.

Gustavus Woodson Smith, född 30 november eller 1 december 1821 i Georgetown, Kentucky, död 24 juni 1896 i New York, var en amerikansk militär, ingenjör och general i Amerikas konfedererade stater.
Smith utexaminerades från militärakademin i West Point på 8:e plats år 1842 och kommenderades till ingenjörstrupperna. Han tjänstgjorde under mexikanska kriget i Sappör-, minör- och pontonjärkompaniet och var dess chef under några månader år 1847. Titulärt befordrades han till löjtnant och kapten efter sina insatser vid slagen vid Cerro Gordo och Contreras. Efter kriget var han huvudlärare i ingenjörsämnet vid West Point.
Efter att ha begärt avsked i december 1854 blev han ingenjör och senare gatudirektör i New York och ledande inom det demokratiska partiet. Vid utbrottet av amerikanska inbördeskriget år 1861 begärde han avsked från tjänsten och blev generalmajor i sydstatsarmén den 19 september och kommenderades till Virginia. Han tog fram en plan för att invadera nordstaterna, men till följd av sydstatsregeringens defensiva strategi avfärdades den.
Sedan Joseph E. Johnston sårats den 31 maj 1862 tog Smith över befälet för försvaret av Richmond, men han drabbades av ett nervöst sammanbrott till följd av den press han utsattes för som högre befälhavare.
I november 1862 hade han återhämtat sig och blev krigsminister, men han begärde avsked i januari 1863 sedan andra generaler befordrats före honom. Smith accepterade erbjudandet om befattningen som generalmajor i Georgias milistrupper. Han arbetade då med att konstruera försvarsanläggningar och organisera delstatens styrkor, ett arbete han utförde väl. Den 20 april 1865 kapitulerade han vid Macon i Georgia.
Under åren 1870–1876 tjänstgjorde han som Kentuckys försäkringsinspektör och flyttade sedan till New York.